# Olav Sunde
Olav Sunde   (Christiania, 17 d'agost de 1903 - Oslo, 10 de novembre de 1985) va ser un atleta noruec, especialista en el llançament de javelina, que va competir durant les dècades de 1920 i 1930.
El 1928 va prendre part en els Jocs Olímpics d'Amsterdam, on guanyà la medalla de bronze en el la prova del llançament de javelina del programa d'atletisme. Quatre anys més tard, als Jocs de Los Angeles, fou novè en l'mateixa prova.
Guanyà nou campionats nacionals entre 1927 i 1937.

## Millors marques
- Llançament de javelina. 67,04 metres (1932)[1][3][4]